# Eddy van Hijum

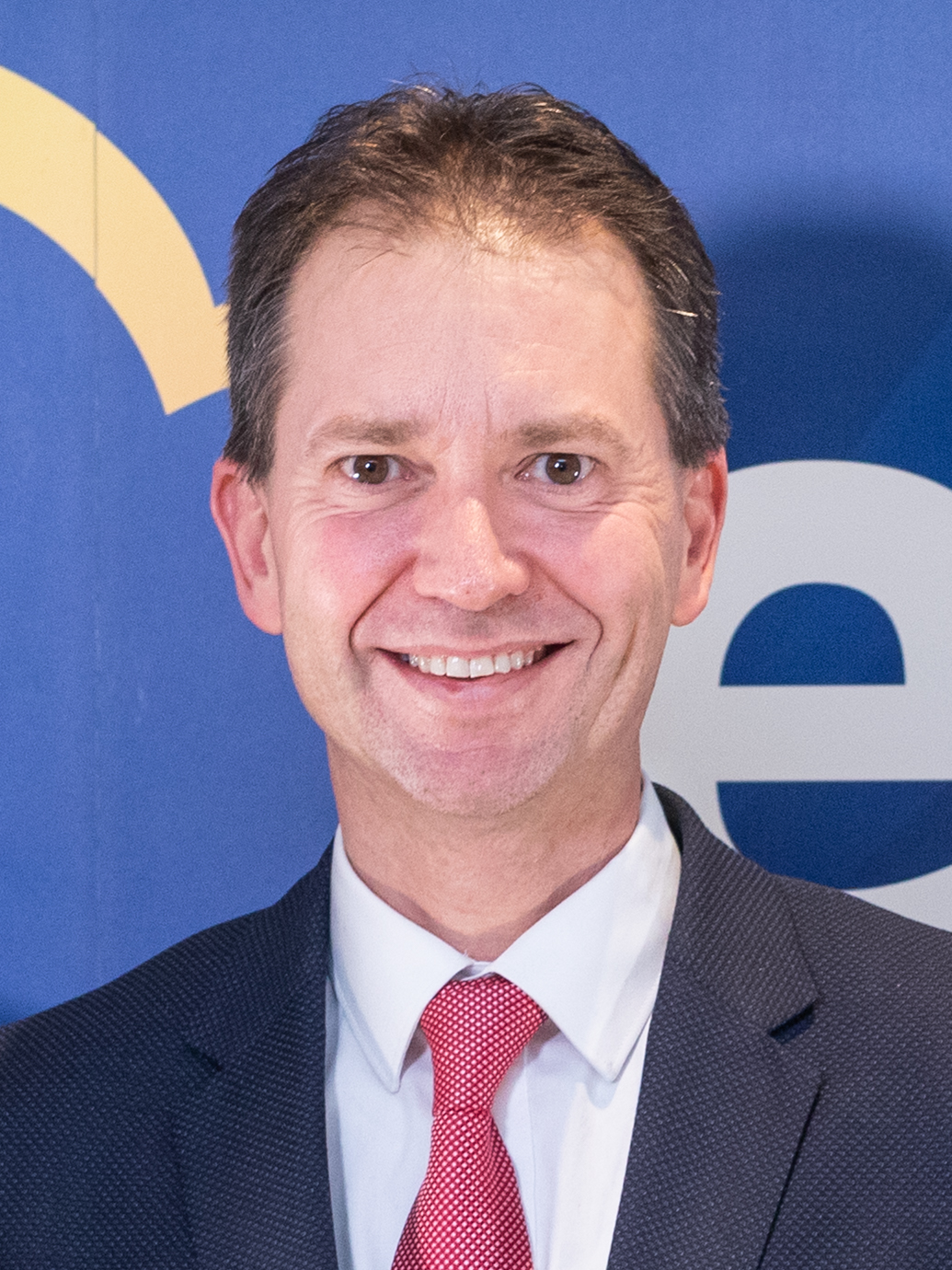
Eddy van Hijum (2020)

Yde Johan (Eddy) van Hijum (* 17. April 1972 in Delft) ist ein niederländischer Politiker der Partei Nieuw Sociaal Contract (NSC) und Verwaltungsfachmann. Seit dem 2. Juli 2024 ist er Minister für Soziales und Beschäftigung und dritter stellvertretender Ministerpräsident im Kabinett Schoof. Seit dem 3. Juni 2025 ist er außerdem Minister für Gesundheit, Gemeinwohl und Sport. 
Vom 6. Dezember 2023 bis zum 2. Juli 2024 war er Parlamentsabgeordneter für den NSC. Zuvor war er Abgeordneter (2014–2023) und Mitglied des Provinzrats (2015, 2019) von Overijssel für die Christen-Democratisch Appèl (CDA). Davor war er Abgeordneter (2003–2014) und Fraktionsvorsitzender (2002–2003) und Stadtrat (1998–2003) von Zwolle für die CDA.

## Ausbildung und Karriere
Van Hijum verbrachte einen Großteil seiner Jugend in der friesischen Stadt Woudsend. Von 1984 bis 1990 besuchte Van Hijum die Sekundarschule am Bogerman College in Sneek. Anschließend studierte er von 1990 bis 1995 Bauingenieurwesen und öffentliche Verwaltung an der Universität Twente in Enschede. Am 7. Juni 2001 promovierte er an der gleichen Universität in Verwaltungswissenschaften.
Van Hijum begann seine berufliche Laufbahn 1995 als Berater im Bereich der Verwaltungsorganisation bei Infram; Projekte für die Provinz Overijssel im Bereich der Wasserwirtschaft. Ab 1997 forschte er an der Universität Twente über die Verwaltungsorganisation und Finanzierung des Wassersektors in den Niederlanden. Im Jahr 2001 wurde er Berater und Manager bei PwC und später bei KPMG.

## Politische Karriere

### CDA
Van Hijum trat 1989 in die CDA ein. Im Jahr 1998 wurde Van Hijum für die CDA Mitglied des Gemeinderats von Zwolle. Er war Sprecher für die Bereiche Verwaltung und Finanzen sowie Arbeit und Soziales und Mitglied des Rechnungshofs. Im Jahr 2002 wählte ihn die Fraktion zum Fraktionsvorsitzenden.
Am 2. September 2003 wurde Van Hijum zum Mitglied der Abgeordnetenkammer ernannt. In der Abgeordnetenkammer war Van Hijum hauptsächlich für die Bereiche Verkehr und Wasserwirtschaft sowie Soziales und Beschäftigung zuständig. Von 2010 bis 2012 war er außerdem Fraktionssekretär und Mitglied des Präsidiums der Abgeordnetenkammer. Im Jahr 2012 wurde er Sprecher für Finanzen, Staatsausgaben und Asyl und Migration.
Im September 2014 stellte sich Van Hijum als Spitzenkandidat der CDA bei den Provinzialratswahlen 2015 in der Provinz Overijssel zur Verfügung. Kurze Zeit später wurde er Nachfolger von Theo Rietkerk (CDA) als Abgeordneter in Overijssel. In diesem Zusammenhang legte er am Tag vor seiner Ernennung sein Mandat als Mitglied der Zweiten Kammer nieder. Nach den Wahlen wurde er erneut zum Abgeordneten ernannt. In dieser Funktion befasste er sich mit der regionalen Wirtschaft, dem Arbeitsmarkt, den Finanzen und der Sanierung des Flughafens Twente.
Bei den Provinzialratswahlen 2019 war Van Hijum erneut der Spitzenkandidat. Die CDA blieb bei diesen Wahlen die stärkste Partei, woraufhin er erneut Abgeordneter wurde und die Bereiche regionale Wirtschaft, Finanzen und Europa in sein Ressort aufnahm. Er wurde auch Mitglied des Europäischen Ausschusses der Regionen, wo er als Berichterstatter eine Stellungnahme für die Europäische Kommission zur Politik für kleine und mittlere Unternehmen verfasste.
Im August 2022 gab Van Hijum bekannt, dass er keine dritte Amtszeit als Abgeordneter anstrebe, und stellte sich auch nicht als Spitzenkandidat bei den Provinzialratswahlen 2023 zur Verfügung. Am 12. Juli 2023 wurde ein neues Kollegium ernannt, womit seine Amtszeit als Abgeordneter endete.

### NSV
Am 20. August 2023 kündigte Pieter Omtzigt in einem Interview mit Tubantia an, dass er mit seiner neuen Partei Nieuw Sociaal Contract (NSC) an den Unterhauswahlen vom 22. November 2023 teilnehmen werde und dass Van Hijum das Wahlprogramm für diese Partei schreiben werde. Van Hijum wechselte von der CDA zu dieser Partei. Für diese Partei stand er an sechster Stelle auf der Kandidatenliste für die Parlamentswahlen 2023. Am 6. Dezember desselben Jahres wurde er als Abgeordneter vereidigt.
Seit dem 2. Juli 2024 ist Van Hijum Minister für Soziales und Beschäftigung und dritter stellvertretender Ministerpräsident im Kabinett Schoof. Damit endete seine Mitgliedschaft in der Zweiten Kammer.

### Karriere außerhalb der Politik
Ab dem 1. Januar 2023 wurde Van Hijum unabhängiger Vorsitzender des Umweltrates von Schiphol, der am 1. Juli desselben Jahres in den Sozialrat von Schiphol (MRS) überging, dessen Vorsitzender er wurde, und ab dem 1. Oktober 2023 wurde er für zwei Jahre zum zeitweiligen Ratsmitglied des Rates für öffentliche Verwaltung ernannt. Aufgrund seiner Kandidatur für das Abgeordnetenhaus kam dies jedoch nicht zustande. Ab 1. August 2023 wurde er zum Mitglied des Aufsichtsrats der RENDO Holding ernannt.

## Persönliches
Van Hijum ist verheiratet und hat drei Töchter. Er ist Mitglied der Protestantischen Kirche in den Niederlanden (PKN).